# Karl Nehammer
Karl Nehammer, född 18 oktober 1972, är en österrikisk politiker som var landets förbundskansler från 6 december 2021 till 10 januari 2025. Dessförinnan var han Österrikes inrikesminister. Nehammer är medlem i Österreichische Volkspartei (ÖVP).